# Маликов, Рустам Галиевич
Рустам Галиевич Маликов (тат. Рөстәм Гали улы Маликов; род. 20 июля 1949, Бикбулово, Мензелинский район, Татарская АССР, РСФСР, СССР) — советский и российский татарский певец и музыкант. Народный артист Республики Татарстан (1994), заслуженный артист Башкирской АССР (1984).

## Биография
Рустам Галиевич Маликов родился 20 июля 1949 года в селе Бикбулово Мензелинского района Татарской АССР. Вместе с двумя сёстрами воспитывался матерью, без отца, ушедшего в другую семью.
С юности занимался художественной самодеятельностью, после окончания школы прошёл военную службу в ракетных войсках в Чите, а затем приехал в Казань и поступил на вокальное отделение [музыкального училища, где учился у М. Ф. Кольцова и Л. И. Гафенко. Окончив училище, поступил в Казанскую консерваторию, из которой выпустился в 1980 году по классу З. Хисматуллиной. После получения музыкального образования уехал в Уфу, где в 1980—1988 годах являлся солистом Башкирской филармонии, став известным певцом. В это время сотрудничал с композиторами Р. Муртазиным, X. Ахметовым, Р. Хасановым, работал с педагогом-концертмейстером Р. Хабибуллиным, находясь в творческом поиске и накапливая концертный репертуар. В 1988 году вернулся в Казань, став ведущим вокалистом музыкально-литературного лектория и солистом оркестра народных инструментов под управлением А. И. Шутикова при Татарской филармонии, где проработал до 2011 года. С 2011 года является преподавателем кафедры сольного пения факультета музыкального искусства Казанского государственного института культуры, имеет учёное звание доцента. Активно гастролирует и записывает свои концертные программы, участвует в музыкальных фестивалях и мастер-классах.
Певческий голос — лирико-драматический тенор. По оценкам критиков, от природы наделён редким по красоте сильным выразительным голосом в сочетании с высоким профессионализмом. Вокальный талант Маликова был отмечен И. Шакировым. Также является мультиинструменталистом, в частности, играет на курае. Репертуар Маликова широк и разнообразен, включает в себя камерно-вокальную музыку, арии из опер западно-европейских и русских классиков, произведения современных отечественных и зарубежных композиторов. В частности, арии Альфреда («Травиата» Дж. Верди), Рудольфа («Богема» Дж. Пуччини), Ленского («Евгений Онегин»), Германна («Пиковая дама» П. Чайковского), Левко («Майская ночь» Н. Римского-Корсакова), Джалиля («Джалиль» Н. Жиганова), Салавата («Салават Юлаев» З. Исмагилова), романсы М. Глинки, П. Чайковского, С. Рахманинова, русские, украинские, итальянские народные песни, песни отечественных композиторов. Важное место в репертуаре занимают татарские («Туган тел», «Рәйхан», «Кара урман») и башкирские («Азамат», «Ҡара юрға», «Урал» и др.) народные песни. Активно пропагандирует вокальную музыку татарских композиторов, в частности, С. Сайдашева, Дж. Файзи, М. Музафарова, Р. Яхина, Э. Бакирова, С. Садыковой, Р. Еникеева, Р. Ахияровой.
Песня рождается медленно, спонтанно, иногда весьма мучительно, потому что главное – это мелодия. Хорошая мелодия — хорошие стихи, слабая мелодия — стихи неудачные. Как правило, это всегда взаимосвязано. Певца настоящего всегда привлекают широта и диапазон песни, а не однодневки из 4 нот. Бывают песни, которые сильно «цепляют», захватывают все тело, ими артист живет месяцами. Песня обязательно должна соответствовать душе певца.Рустам Маликов, из интервью.

## Награды
- Почётное звание «Народный артист Республики Татарстан» (1994 год)[1][2]
- Почётное звание «Заслуженный артист Башкирской АССР» (1984 год)[1][2].

## Личная жизнь
Жена (с 1980 по 2011 год) — Гузель Исмагиловна (род. 1960), заслуженный работник культуры и заслуженная артистка Республики Татарстан. Два сына — Гайса и Муса, оба певцы и музыканты.
Жена ( с 2023 г по н.в.) Лейсан Минзакиевна (род. 1978), преподаватель 1 категории , учительница иностранных языков и татарской литературы.